# Клопенбург
Клопенбург (њем. Cloppenburg) град је у њемачкој савезној држави Доња Саксонија. Једно је од 13 општинских средишта округа Клопенбург. Према процјени из 2010. у граду је живјело 32.278 становника. Посједује регионалну шифру (AGS) 3453004.

## Географски и демографски подаци
Клопенбург се налази у савезној држави Доња Саксонија у округу Клопенбург. Град се налази на надморској висини од 39 метара. Површина општине износи 70,6 km². У самом граду је, према процјени из 2010. године, живјело 32.278 становника. Просјечна густина становништва износи 457 становника/km².

## Међународна сарадња
| Мјесто | Држава    | Врста сарадње | Од    |
| ------ | --------- | ------------- | ----- |
| Берне  | Француска | партнерство   | 1990. |
| Извор  |           |               |       |